# Bohumil Jirásek
Bohumil Jirásek (15. ledna 1931 Pavlíkov – 6. června 2021 Plzeň) byl český spisovatel, literární vědec a vysokoškolský pedagog FPE ZČU v Plzni, který se věnoval české literatuře konce 19. a první poloviny 20. století, zároveň analýze a interpretaci literárních textů. Vysokoškolského vzdělání nabyl 1956 na Filozofické fakultě Univerzity Karlovy, kde vystudoval češtinu s ruštinou. Kandidátem věd o umění se stal tamtéž v roce 1968, kdy obhájil dizertační práci Proměny reflexivní lyriky na přelomu 20. a 30. let. O rok dříve získal akademický titul PhDr. prací Reflexivní prvky v milostné lyrice S. K. Neumanna a Přírodní lyrika S. K. Neumanna v 30. letech. Jmenování docentem české literatury se uskutečnilo 1986 na FF Univerzity Palackého v Olomouci. Zemřel v Plzni 6. června 2021 ve věku 90 let.